# Роб Стеклі
Роб Стеклі (англ. Rob Steckley; нар. 16 лютого 1980) — колишній канадський тенісист.
Найвищу одиночну позицію світового рейтингу — 464 місце досяг 13 листопада 2006, парну — 610 місце — 17 липня 2006 року.

## Титули ITF Ф'ючерс

### Одиночний розряд: (1)
| Ранг | Дата     | Турнір                   | Покриття | Суперник  | Рахунок  |
| ---- | -------- | ------------------------ | -------- | --------- | -------- |
| 1.   | Вер 2006 | Австралія F7, Рокгемптон | Тверде   | Адам Фіні | 7-5, 6-3 |

### Парний розряд: (1)
| Ранг | Дата     | Турнір             | Покриття | Партнер    | Суперники               | Рахунок |
| ---- | -------- | ------------------ | -------- | ---------- | ----------------------- | ------- |
| 1.   | Лют 2005 | США F4, Браунсвілл | Тверде   | Лестер Кук | Трес Дейвіс Ерік Нуньєз | w/o     |